# 國立交通大學
國立交通大學（英語：National Chiao Tung University）為國立陽明交通大學的前身之一，2021年2月1日與國立陽明大學整併。交大為中華民國高教深耕計畫遴選出參與全球鏈結全校型計畫的四所大學之一，前身為上海徐家滙南洋公學，1958年在臺復校，與新竹科學工業園區及國立清華大學相鄰。該校主要目的為培育工程（engineering）、科學（science）及管理（administration）方面的人才，此宗旨現於校徽上的；學校主要發展領域為電子、資通訊及光電等，為臺灣頂尖大學之一。
曾一度與相鄰的國立清華大學商討合併事宜，但因校名問題而破局。2018年12月26日與國立陽明大學商討多時的合併定案，兩校啟動併校程序，校名暫定為「國立陽明交通大學」。2019年9月18日，國立陽明大學及國立交通大學兩校校務會議皆通過合併計畫書，2020年8月12日其合併計畫書獲教育部同意。
交大與中國大陸的上海、西安、西南（成都）、北京等五所交大並稱「五校一家」，強調「飲水思源，同行致遠」的精神。飲水思源紀念碑也成為各校精神團結的象徵。
2021年2月1日，國立交通大學與國立陽明大學合併為國立陽明交通大學。

## 歷史沿革

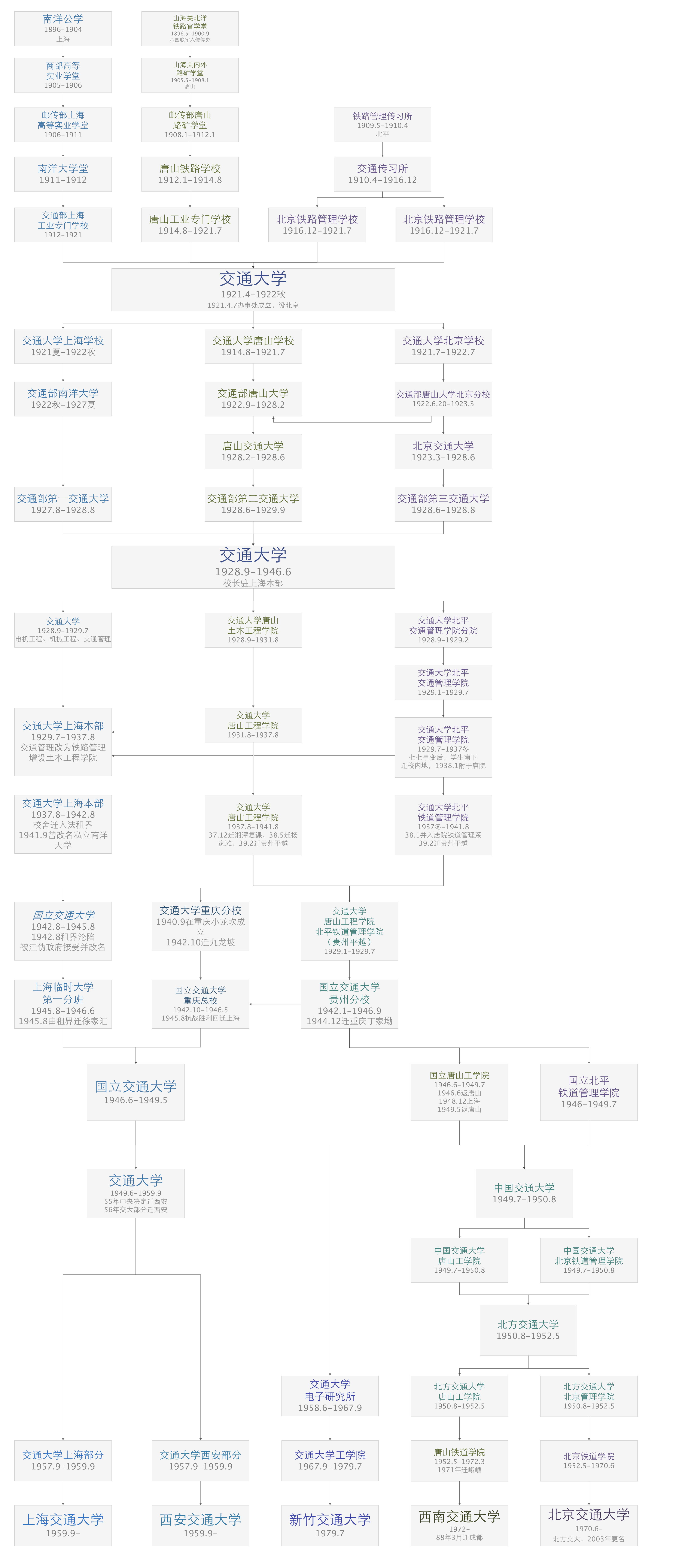
交通大學校史表

### 1896年上海創校
- 南洋公學

1896年，當時中國教育風氣漸開，提倡新政的辦理輪船電線事務大臣盛宣懷於上海設立南洋公學，與北洋大學堂同為中國近代歷史上最早創辦的大學。南洋公學隸屬於招商局和電報局，校內設立師範學院、外院、中院和上院四院，公學首任督辦為盛本人，總理則為何嗣焜，是交通大學的滬校。於1905年改名為「商部高等實業學校」，1906年改稱為「郵傳部上海高等實業學校」，1911年改稱為「南洋大學堂」，1912年改稱上海工業專門學校。
- 交通大學

1920年12月，北洋政府交通總長葉恭綽以交通部所屬上海工業專門學校、唐山工業專門學校、北平鐵路管理學校及北平郵電學校四校散居各地，管理困難。決定於1921年4月統一學制，統稱交通大學。而分稱各校為交通大學上海學校（滬校）、唐山學校（唐校）、北京學校（平校）。而在上海的分校也曾被賦予「交通大學上海學校、交通部南洋大學、交通部第一交通大學」等校名稱呼。1926年設立「工業研究所」。
- 國立交通大學

對日抗戰八年時期，交通大學滬校因租界淪陷，因此於遷往重慶，稱之「交通大學重慶分校」，之後隨著對日抗戰勝利，由重慶遷返上海。遷回上海後，1937年與全國各大學一同改隸教育部，稱國立交通大學，並成立理、工、管理學院。
1949年中華民國政府遷臺，國立交通大學校务机关仍留沪。1949年6月15日，國立交通大學由中国人民解放军上海市军事管制委员会高教處接管，校长王之卓向军代表唐守愚移交校务。

## 歷任校長
| 任別                                   | 姓名                                   | 擔任期間                               | 備註                                                                   |
| 交通大學大陸時期                       | 交通大學大陸時期                       | 交通大學大陸時期                       | 交通大學大陸時期                                                       |
| 歷任校長參見交通大學歷任校長（至1949） | 歷任校長參見交通大學歷任校長（至1949） | 歷任校長參見交通大學歷任校長（至1949） | 歷任校長參見交通大學歷任校長（至1949）                                 |
| 國立交通大學電子研究所時期             | 國立交通大學電子研究所時期             | 國立交通大學電子研究所時期             | 國立交通大學電子研究所時期                                             |
| -------------------------------------- | -------------------------------------- | -------------------------------------- | ---------------------------------------------------------------------- |
| 1                                      | 李熙謀博士                             | 1958年8月至1967年                      | 曾任教育部常務次長、行政院原子能委員會專任委員                         |
| 國立交通大學工學院時期                 |                                        |                                        |                                                                        |
| 2                                      | 鍾皎光博士                             | 1967年至1969年                         | 曾任教育部部長、行政院國科會副主任委員、總統府國策顧問、考選部部長     |
| 3                                      | 劉浩春博士                             | 1969年至1972年                         |                                                                        |
| 代理                                   | 郭南宏博士                             | 1972年                                 | 曾任國立高雄應用科技大學校長、交通部部長、長庚大學校長                 |
| 4                                      | 盛慶琜博士                             | 1972年至1978年                         | 曾任教育部部長、考選部部長、總統府國策顧問                             |
| 5                                      | 郭南宏博士                             | 1978年至1979年                         |                                                                        |
| 國立交通大學時期                       |                                        |                                        |                                                                        |
| 5                                      | 郭南宏博士                             | 1979年至1987年                         | 在臺復校為國立交通大學後之首任                                         |
| 6                                      | 阮大年博士                             | 1987年5月至1992年7月                   | 曾任教育部政務次長、中原大學校長、東海大學校長、臺中技術學院校長       |
| 7                                      | 鄧啟福博士                             | 1992年至1998年                         | 中華民國第一位經校內教職員投票所產生的校長，曾任行政院國科會副主任委員 |
| 8                                      | 張俊彥博士                             | 1998年至2006年                         | 曾任總統府國策顧問、國家奈米元件實驗室主任                             |
| 代理                                   | 黃威博士                               | 2006年8月至2007年2月                   |                                                                        |
| 9                                      | 吳重雨博士                             | 2007年2月至2011年1月                   | 曾任國科會工程處處長                                                   |
| 10                                     | 吳妍華博士                             | 2011年2月至2015年1月                   | 曾任臺聯大代理系統校長、國立陽明大學校長                               |
| 代理                                   | 吳妍華博士                             | 2015年2月至2015年7月31日               |                                                                        |
| 11                                     | 张懋中博士                             | 2015年8月1日至2019年7月31日            | 曾任加州大學洛杉磯分校電機系主任                                       |
| 代理                                   | 陳信宏博士                             | 2019年8月1日至2021年1月31日            | 曾任國立交通大學電機學院院長、副校長，末任國立交通大學校長             |

## 學校象徽

### 校訓
現行國立交通大學校訓為「知新致遠　崇實篤行」，1974年為淩前校長鴻勛先生手題制頒的畢業紀念題詞，後來參與那屆畢業典禮的學長將其刻成匾額，贈送給母校，目前懸掛於博愛校區圖書館禮堂，而現在成為該校之校訓。

### 校徽
現行校徽上畫有中西圖書數冊堆列於鐵鉆之上，西文書背上所寫的ESA代表工程（Engineering）、科學（Science）及管理（Administration），為交大主要的教育內容。鐵鉆前倚放一錘，尖端懸著鐵環，表示學理間環環相扣，密不可分：理論與實作並重。鐵鉆基部的1896則是交通大學的創校年。校徽的背景是一盾形，盾紋歷歷可數，勉人忠於一己，勇於前進。環盾作齒輪狀，略似電機中電樞之橫截面，形狀為圓形、齒數為六十，代表一甲子，此運轉不息的齒輪，又隱含「天行健，君子以自強不息」之意。
但在台復校初期，由校友吳伯楨學長與盧善棟學長所設計的校徽，該校徽取消中英文校名，且齒數改為二四，代表二十四小時，隱含著「日復一日，週而復始，自強不息」之意。

### 校旗
1958年在臺復校時，由盧善棟、吳伯楨兩位學長所設計的校旗，基本上圖案與原交通大学是相同的：「藍底黃圖」，上面則印有由右至左白色楷體的校名「國立交通大學」，中間則是當時的校徽（齒數二四），三條黃色平行直線代表滬、平、唐三所交大彼此血脈相通之意。現行校旗保留原設計理念，改為現行的校徽（齒數六十）。

### 校歌
在臺復校初期，交大沿用1943版校歌的前半段，歌作詞者佚名，作曲為蕭友梅教授。1975年，時任校長盛慶琜重新填詞取代，曲調不變。詞中提到中華之美、上海、成都、北平（或平越）、唐山的交大，也蘊含當時「反攻大陸」的政治期許。

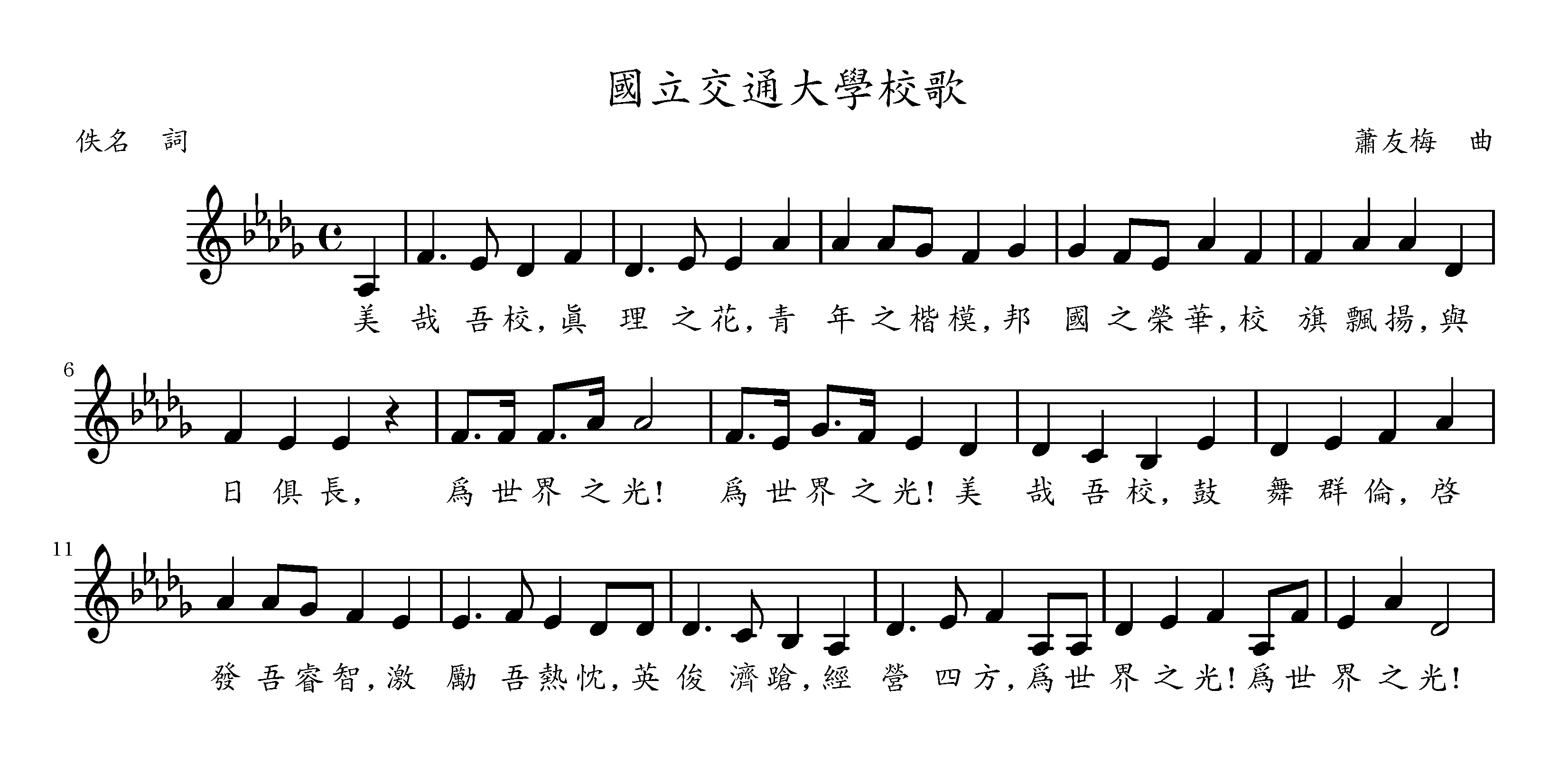
交大現行校歌

因學校規模成長、兩岸關係的和緩，因此，時任校長的張俊彥在1999年時，宣布恢復使用復校之初所用的交通大學校歌原詞。目前除了原版本外，2001年，音樂研究所師生，更以校歌旋律為素材，分別譜成七種不同形式的歌曲。

國立交通大學校歌
佚名詞、蕭友梅曲
美哉吾校，真理之花，青年之楷模，邦國之榮華，
校旗飄揚，與日俱長，為世界之光！為世界之光！
美哉吾校，鼓舞群倫，啟發吾睿智，激勵吾熱忱，
英俊濟蹌，經營四方，為世界之光！為世界之光！

### 吉祥物
交大的吉祥物為「竹狐」，其來自於交大光復校區內的人工湖「竹湖」。

## 校區

### 現況
國立交通大學在合校前共有五大校區，光復校區為校本部。
| 校區名稱         | 設置年 | 位置         | 校園面積                       | 備註                          |
| ---------------- | ------ | ------------ | ------------------------------ | ----------------------------- |
| 博愛校區         | 1958年 | 新竹市東區   | 11.13公頃                      | 生物科技學院                  |
| 光復校區         | 1979年 | 新竹市東區   | 62.72公頃 3.19公頃（校外宿舍） | 總校區                        |
| 臺北校區         | 1979年 | 臺北市中正區 | 0.39公頃                       | 運輸管理研究所 經營管理研究所 |
| 臺南校區         | 2009年 | 臺南市歸仁區 | 8.20公頃；49.2公頃（預計）     | 光電學院 智慧科學暨綠能學院   |
| 竹北校區         | 2009年 | 新竹縣竹北市 | 2.50公頃                       | 客家文化學院                  |
| 桃園青埔全球校區 | 規劃中 | 桃園市中壢區 | 2.70公頃                       | 全球商管學院 醫療發展學院     |

- 飲水思源紀念碑
- 博愛校區大門
- 北大門 (光復校區)
- 舊南大門 (光復校區)
- 新南大門 (光復校區)
- 客家文化學院 (竹北校區)

### 光復校區
光復校區位於新竹市東區，為交通大學總校區，除了生物科技學院在博愛校區、客家文化學院在竹北校區外，其他學院、系所皆位於此。
初期籌設過程，艱困二字都不足以形容，沈君山在《浮生三記》中有這一段描述：「...後來交通大學也在新竹復校，資深校友凌竹銘擔任復校籌備會的主任委員，卻沒地了，原來都給了梅校長。只好在清華後門外勉強的擠出九甲地，就這樣的擠了二十年，才再買到新校地。...」
在博愛校區竹銘館內，鐫刻前任校長盛慶琜所著之〈新闢光復校區記〉更提到，因校地難尋，中華民國陸軍威武營區也因屢次協調未成，已有遷往高雄澄清湖畔的想法，最後在行政院長蔣經國先生的「科學也是國防」說服了態度強硬的軍方，使交大繼續留在新竹。。

### 博愛校區
博愛校區位於新竹市東區，是交通大學1958年在臺復校初始校地，目前設有生物科技學院及跨領域生醫工程實驗動物中心。
1958年，政府徵收新竹市郊十八尖山下博愛街三公頃土地，以校友會捐款及美援經費補助興建第一棟校舍－竹銘館（前任校長淩鴻勛，字竹銘），當時作為教學研究、辦公與員生住宿之館舍，至1960年才興建第二棟校舍作為圖書館。1964年大學部恢復招生，先後設立四個學系。
1973年，原有11.13公頃的校地已無法負荷漸增的學系和學生，為了未來發展需要，交大開始尋覓新校地，最終找到中華民國陸軍威武營區。
1978年，奉准有償撥用威武營區；9月，光復校區行政大樓落成，校本部自博愛校區遷入，校務和辦學重心正式移轉。
2018年，交大除了與陽明大學啟動合校作業，也規劃博愛校區作為未來成功合校後附設智慧醫院的預定地，希望解決大新竹地區醫療資源嚴重不足的問題。

### 臺北校區

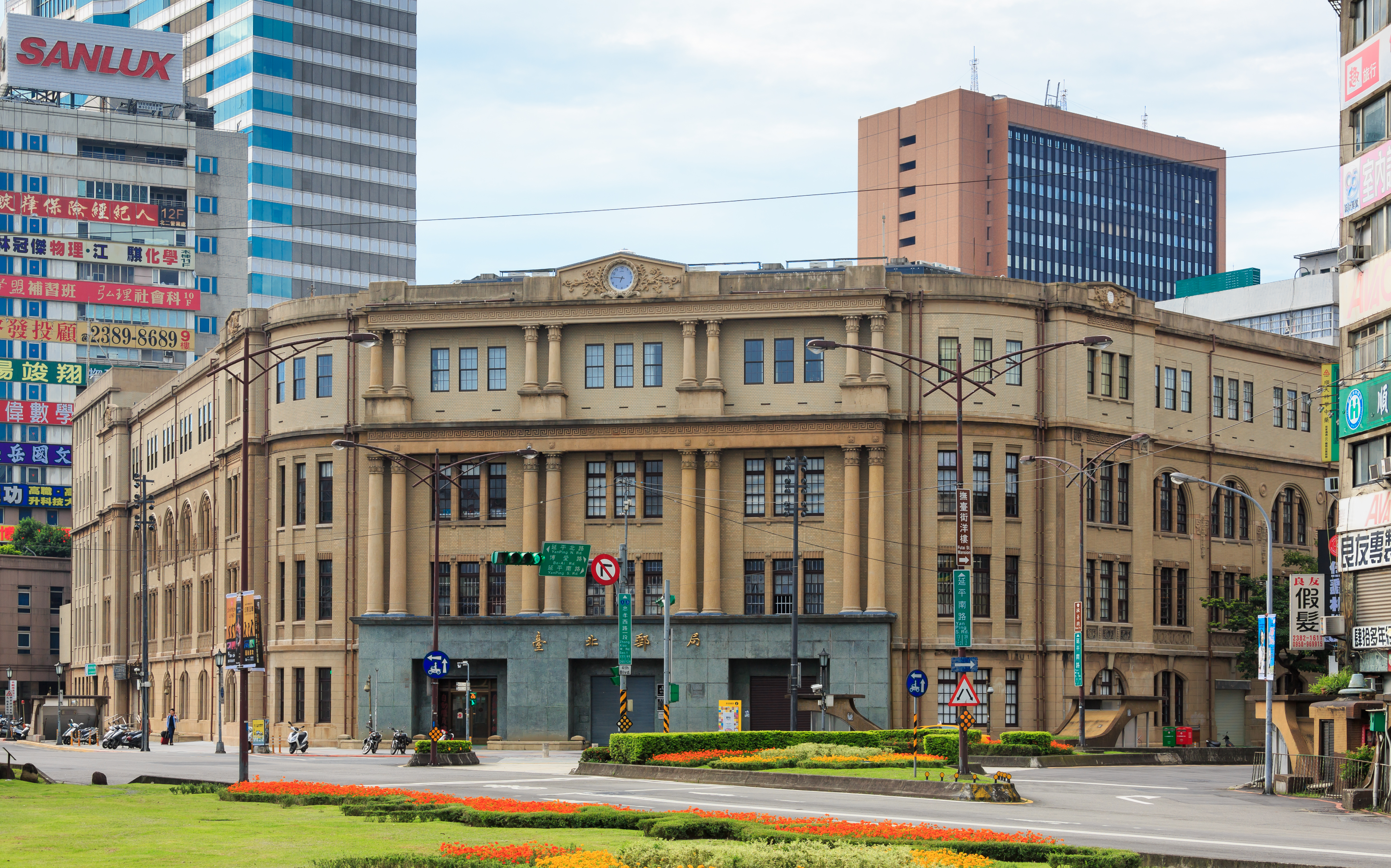
臺北郵局正面照，交大臺北校區位於左側

臺北校區位於臺北市三級古蹟臺北郵局四樓，目前設有經營管理研究所（原名管理科學研究所），有碩士班（含在職專班）及博士班。由於地處臺灣的政經中心，校方的媒體記者會、產學合作、校友聯誼、招生宣傳等，經常在此舉行。
交大校友會台北分會及交大管研所校友會在台北校區設有常駐辦公室，經常舉辦各項產學合作及校友聯誼活動。運輸管理研究所亦有部分碩士班及博士班設立於此。

### 臺南校區
臺南校區位於臺南市歸仁區，鄰近高鐵臺南站及臺鐵沙崙站，目前設有光電學院碩、博士班，智慧科學暨綠能學院（AI學院）碩、博士班。
目前臺南校區佔地8.2公頃，總面積預計達49.2公頃。

### 竹北校區

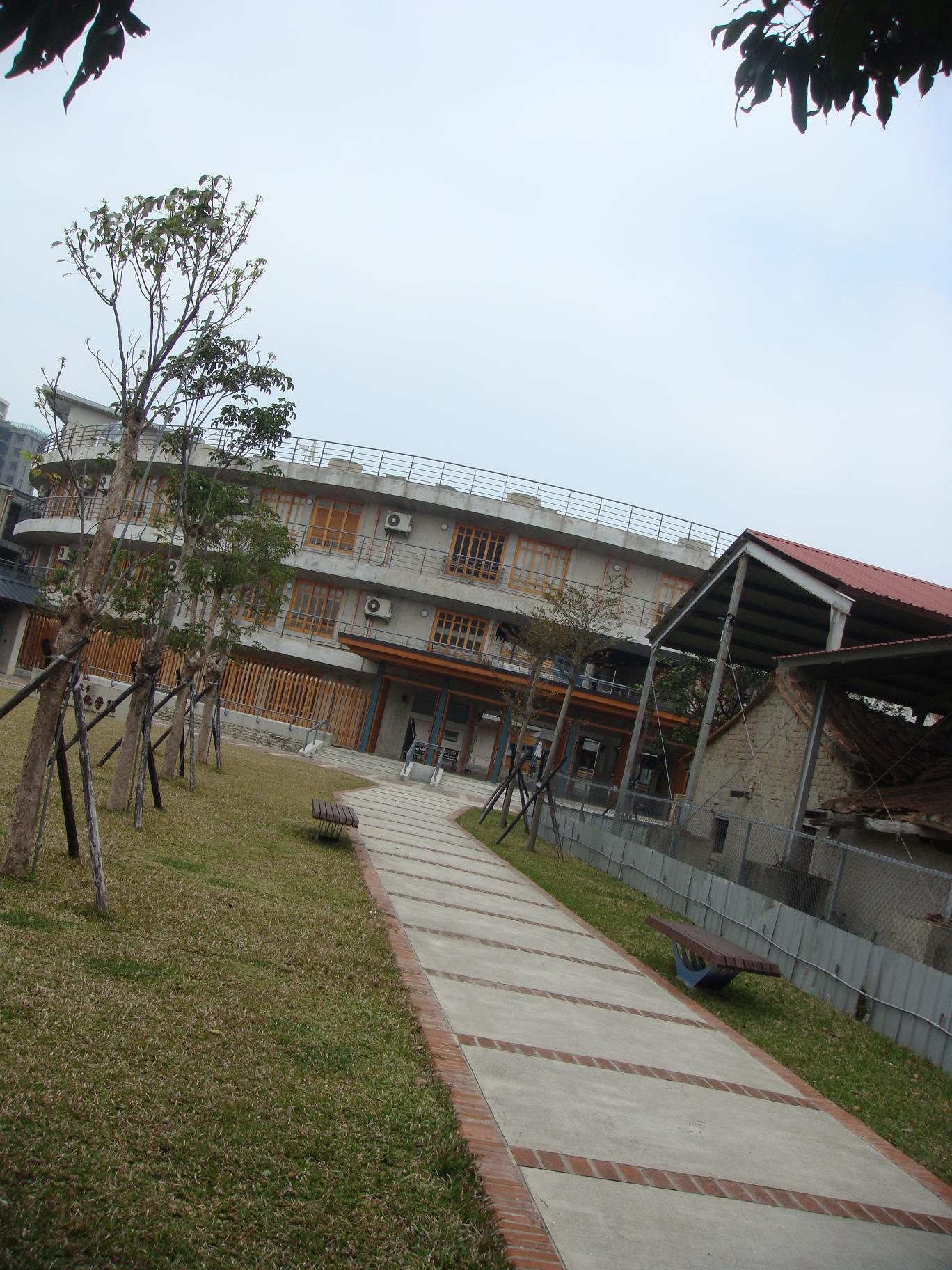
交通大學客家文化學院外觀

竹北校區分為六家校區、璞玉計畫兩大部分。六家校區（客家文化學院）位於新竹縣竹北市。而璞玉計畫暫訂於高鐵新竹站旁。客家學院六家校區已於2009年落成啟用，璞玉計畫則因遭當地居民嚴重抗議，延宕許久，目前仍在協商階段。

### 嘉義校區
嘉義校區目前停止開發，一般認為當地高科技廠商較少和校方無力開發第六校區有關。
校方2002年與嘉義縣政府簽訂契約，原預計2003年完成第一期校舍並開始招生，後因經費問題延期。
2006年，校務基金管理委員會將嘉義校區開發經費轉移至臺南校區，使嘉義校區開發停止。教育部也對交大擁有臺南校區、竹北校區後，要如何同時開發嘉義校區持保留態度，未准許開發案。

### 桃園全球校區
桃園全球校區（Taoyuan Global Campus），起源為校方於2019年4月16日，與桃園市政府簽訂《桃園市教育研發暨醫療園區合作意向書》。位置規劃於桃園機場捷運A19桃園體育園區站走路五分鐘，與文智路、文德路、高鐵南路二段所包圍的2.7公頃文教用地。主要作為共同推動「教育研發暨醫療園區」使用，目前規劃辦理國際聯盟 EMBA 教育的全球商管學院，設立含有智慧生醫教學與研究中心的醫療發展學院，並設立兼具教學研究功能之國際醫療醫院，打造國家級智慧生醫教學與研究中心。預計2022年完工啟用成為第六校區。

## 組織

### 行政
學校行政系統包含一位校長、四位副校長。各學院、各系所則設立學院院長、研究所所長、系主任各一位，負責學院行政事務。
交大校長遴選也首創投票制，1992年4月進行第一次的校長遴選投票，學聯會也爭取到學生投票權兩席，為臺灣教育史首次。現行依「交大組織法」規定，先成立校長遴選委員會，再由全校教職員投票，校長候選人必須票數過半或以上，才可順利就任或連任。

### 共同教育委員會
| 單位名稱     | 設立年份 |
| ------------ | -------- |
| 通識教育中心 | 1998     |
| 藝文中心     | 1988     |

### 基礎科學教學改進小組
| - 微積分教學小組 | - 基礎物理教學小組 | - 普通化學教學小組 |
| - 計概教學小組   | - 生物基礎教學小組 | - 創意小組         |

### 其他
| 單位名稱             | 設立年份 |
| -------------------- | -------- |
| 瑞典查默爾亞洲辦公室 | 2003     |
| 歐洲辦公室           |          |

### 研究中心
| 校級研究中心 | - 晶片系統研究中心         | - 人文社會科學研究中心    | - 防災與水環境研究中心      |
| 校級研究中心 | - 高等教育開放資源研究中心 | - 交大-台積電聯合研發中心 | - 聯發科-交大創新研究中心   |
| 校級研究中心 | - 物聯網智慧系統研究中心   | - 全球公民教育研究中心    | - 中華電信-交大創新研究中心 |

| 電子與資訊研究中心 | - 矽導研發中心                       | - 網路測試中心         | - 資通安全研究與教學中心 |
| 電子與資訊研究中心 | - 工研院-交大聯合研發中心            | - 顯示科技聯合研究中心 | - 電腦視覺研發中心       |
| 電子與資訊研究中心 | - 交大-IBM智慧物聯網巨量資料研發中心 | - 人工智慧普適研究中心 | - 人工智慧系統檢測中心   |

| 電機學院之中心 | - 奈米中心                     | - 腦科學研究中心 | - 奈米科技中心 |
| 電機學院之中心 | - 前瞻無線電科技與系統研究中心 |                  |                |

| 資訊學院之中心 | - 電腦視覺研發中心 | - 工研院交大網路測試中心 | - 資通安全研究與教學中心 |

| 人文社會學院之中心 | - 文化研究國際中心 | - 電影研究中心 |

| 工學院之中心 | - 前瞻材料研究中心 | - 前瞻火箭研究中心 |

| 理學院之中心 | - 數學建模與科學計算研究中心 | - 丘成桐中心 |

| 客家文化學院之中心 | - 國際客家研究中心 |

### 實驗室
| - 雷射診測實驗室（Laser Diagnostics Laboratory） | - 國家奈米元件實驗室（National Nano Device Laboratories, NDL） |

## 教學相關

### 數位學習
交通大學仿照MIT，所設立的BB系統，還有師生互動的E3教學平臺，甚至是線上教學與自1996年開辦至今的遠距教學的系統－開放式課程，讓學校的師生能有更多元的選擇方式來學習。而交通大學的NCTU eTutor線上課輔系統讓同學可以隨時隨地的問助教問題，讓學生課堂之餘能有更即時的諮詢輔導機會，而交通大學與基金會合作的偏遠地區小學課輔也是藉由此平臺來服務偏遠地區的小學生。

### 臺灣聯合大學系統
交大與清大、陽明、中大等三所研究型大學於2002年獲准共組，為臺灣第一個大學系統。目前推動中的合作項目包括：合聘教師、相互承認學分、舉辦聯合招生、校際轉系及跨校修讀輔系或修雙學位、合辦跨校之研究所及研究中心、共享圖書及貴重設備之資源。短期目標為整合四校之行政、教學及研究資源，長期目標期待能「整併四校為一校」。

### EMBA商管聯盟
交大與中山、中大、中正、中興、臺科大、成大、政大、清大共同發起設立，期望有助於參與學校多元化發展獨具之特色，彼此優勢互補，提升臺灣整體EMBA教育的國際競爭力。

### NCTU+
NCTU+（交大智慧校園系統）為一非校方建置之資訊平台，功能包括全校課程心得、模擬排課、二手書拍賣、畢業學分計算和活動BAR。

## 校園景觀

### 楊英風雕塑
學校與雕塑藝術家楊英風的緣分始於緣慧潤生－1996年慶賀交大百年校慶的作品。之後校方便與楊英風藝術教育基金會合作成立「楊英風藝術研究中心」，希望透過其個人思想及作品研究，帶動美學藝術的提升並創造臺灣藝術的獨特價值。
學校之中另外還有正氣、明月、海鷗、翔龍獻瑞、水袖、茁生、風調雨順、龍賦、鳳凌霄漢、南山晨曦、龍嘯太虛、夢之塔共13件楊英風的作品。這些雕塑雖有原版標示，但據悉為複製品。
浩然圖書資訊中心前的鳳凰來儀同為楊英風先生的作品。而校方也蒐集校園美景並分別彙整為：圖書館八景、交大十六景。

### 竹湖
1978年整建光復校區時，便計畫在之中設立人工湖。隔年竣工，並命名「竹湖」，以紀念前校長淩鴻勛（字竹銘）。竹湖為交大的象徵，也是附近居民平時散步的好場所，交大的學生也時常在竹湖附近約會，而竹湖音近似「竹狐」，因此梅竹賽交通大學的吉祥物為「狐」（而清大的吉祥物為熊貓，因為其主食為「竹子」）。竹湖同時也被選為新竹市的新八景之一。

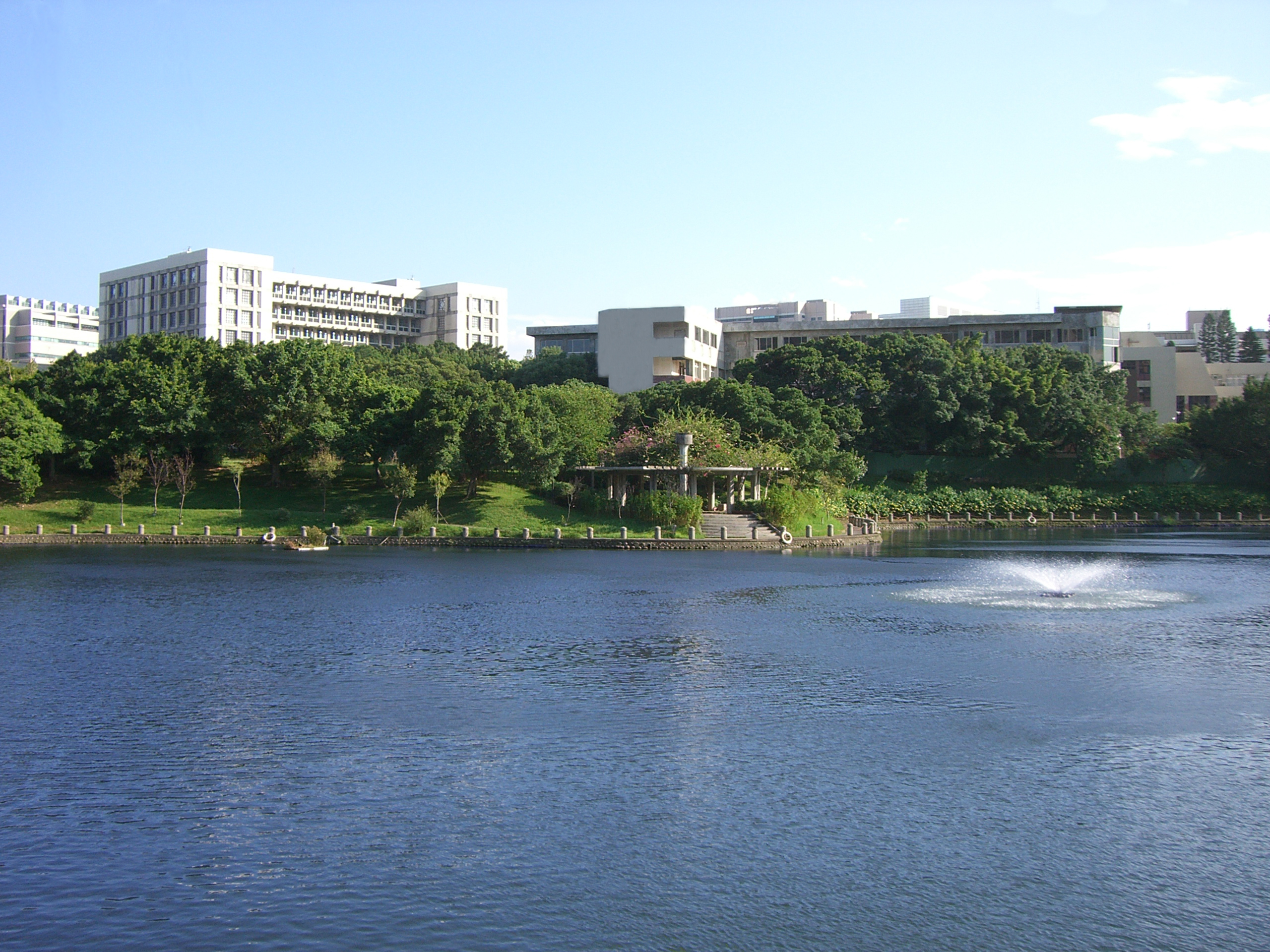
竹湖景觀1

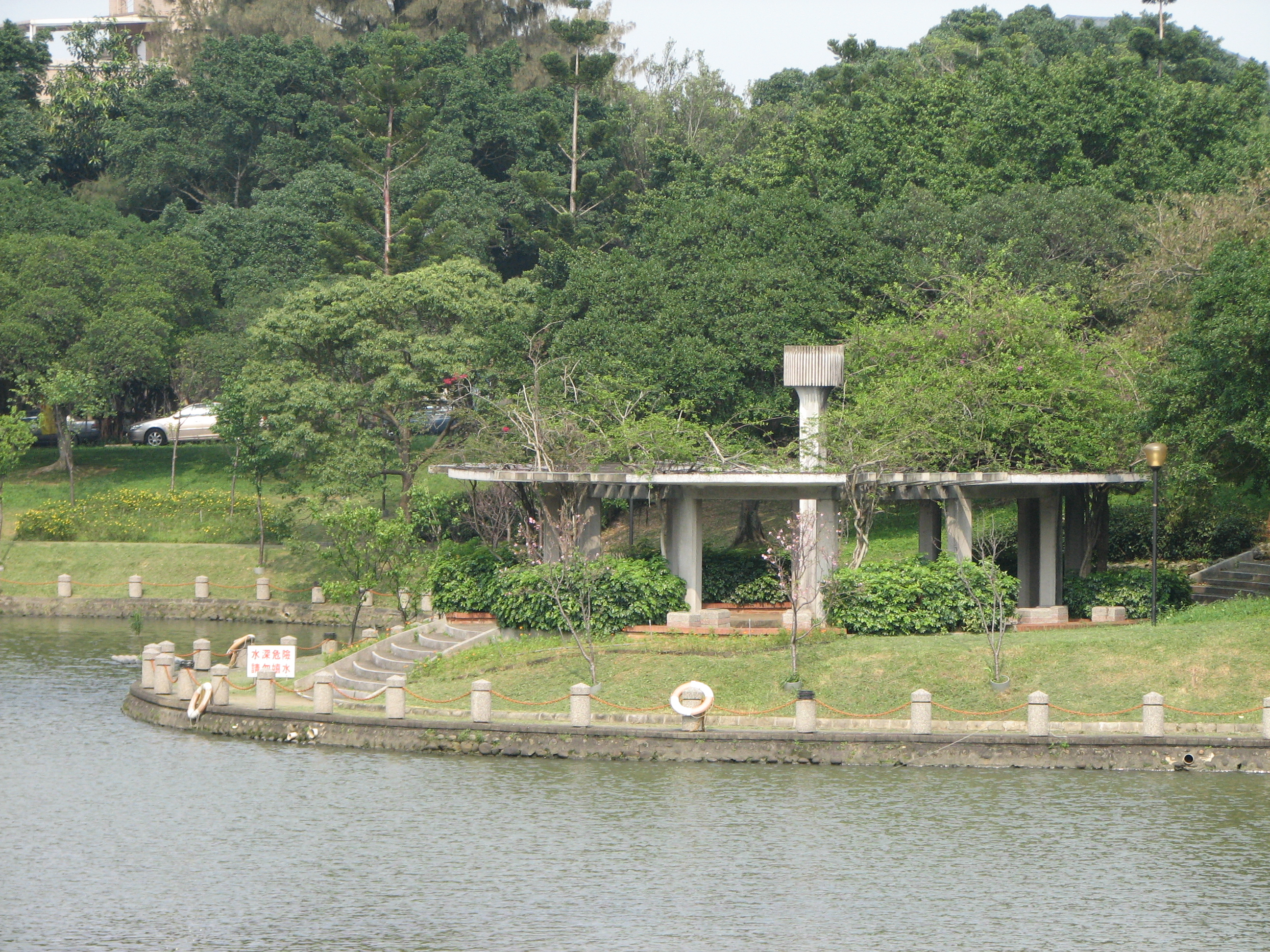
竹湖景觀2

## 校園生活

### 運動場地
學校在光復校區及博愛校區都設有運動場地，詳細介紹參見國立交通大學體育室網頁。

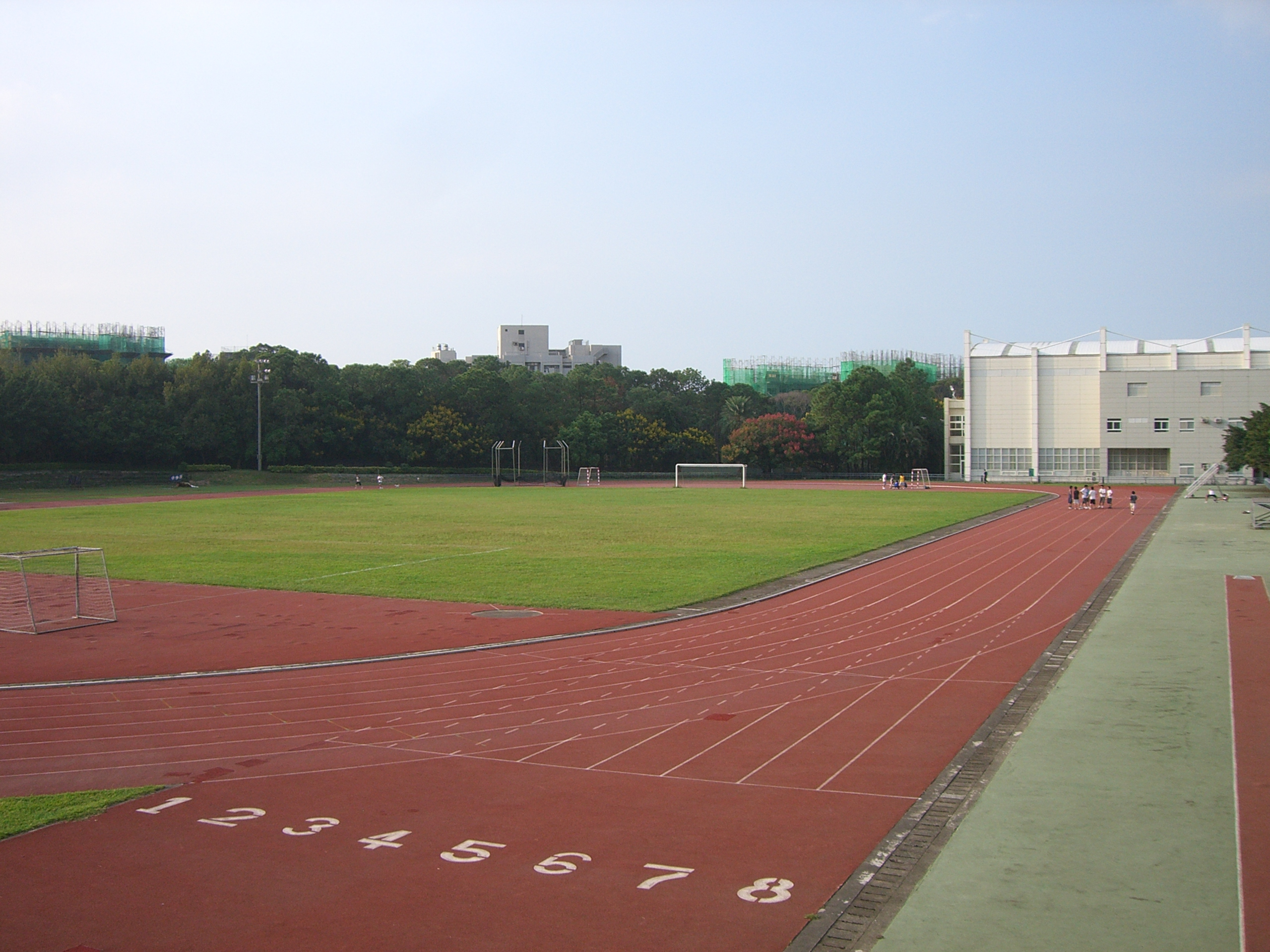
田徑場（光復校區）
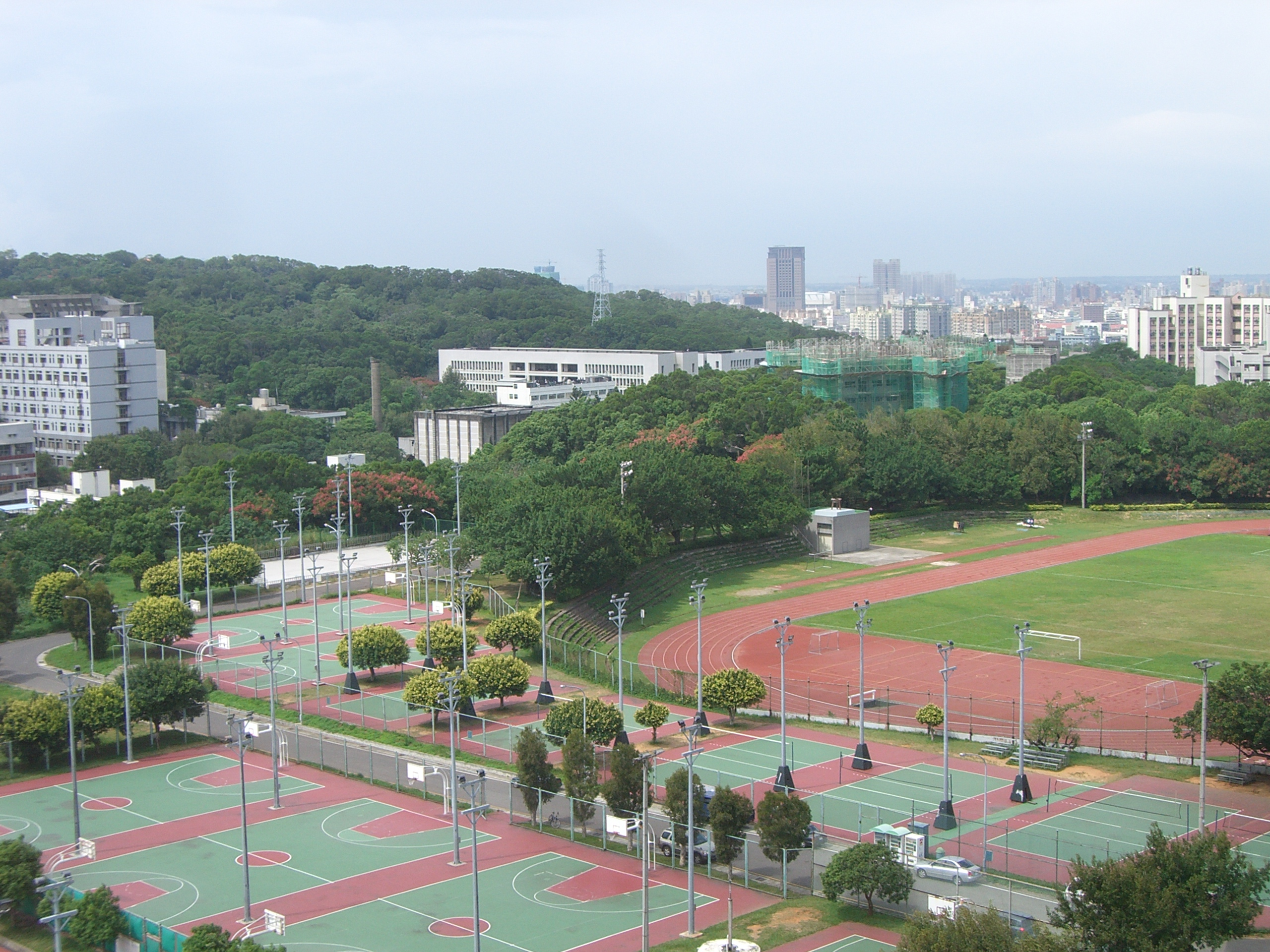
室外運動場（光復校區）
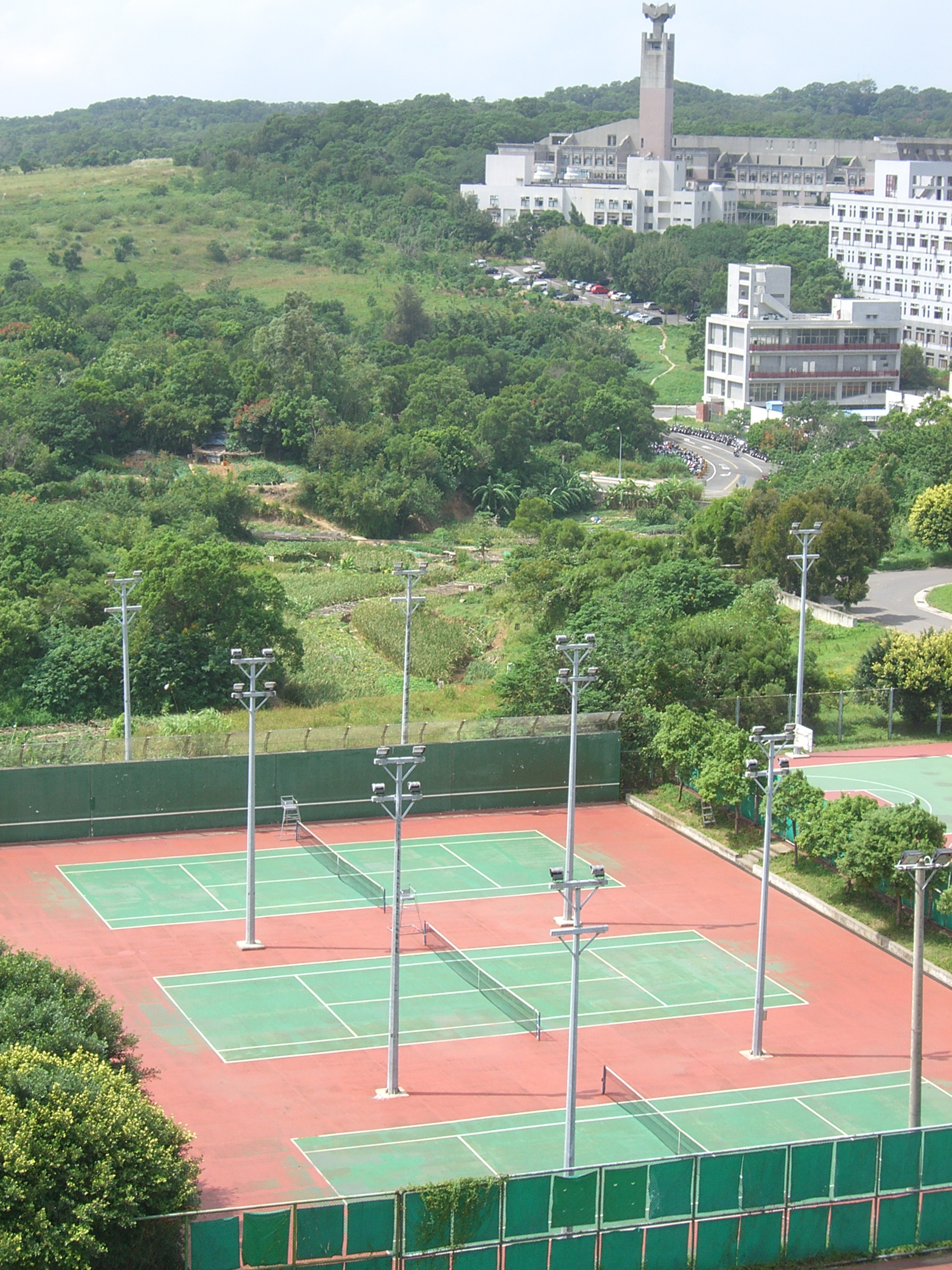
室外網球場（光復校區）
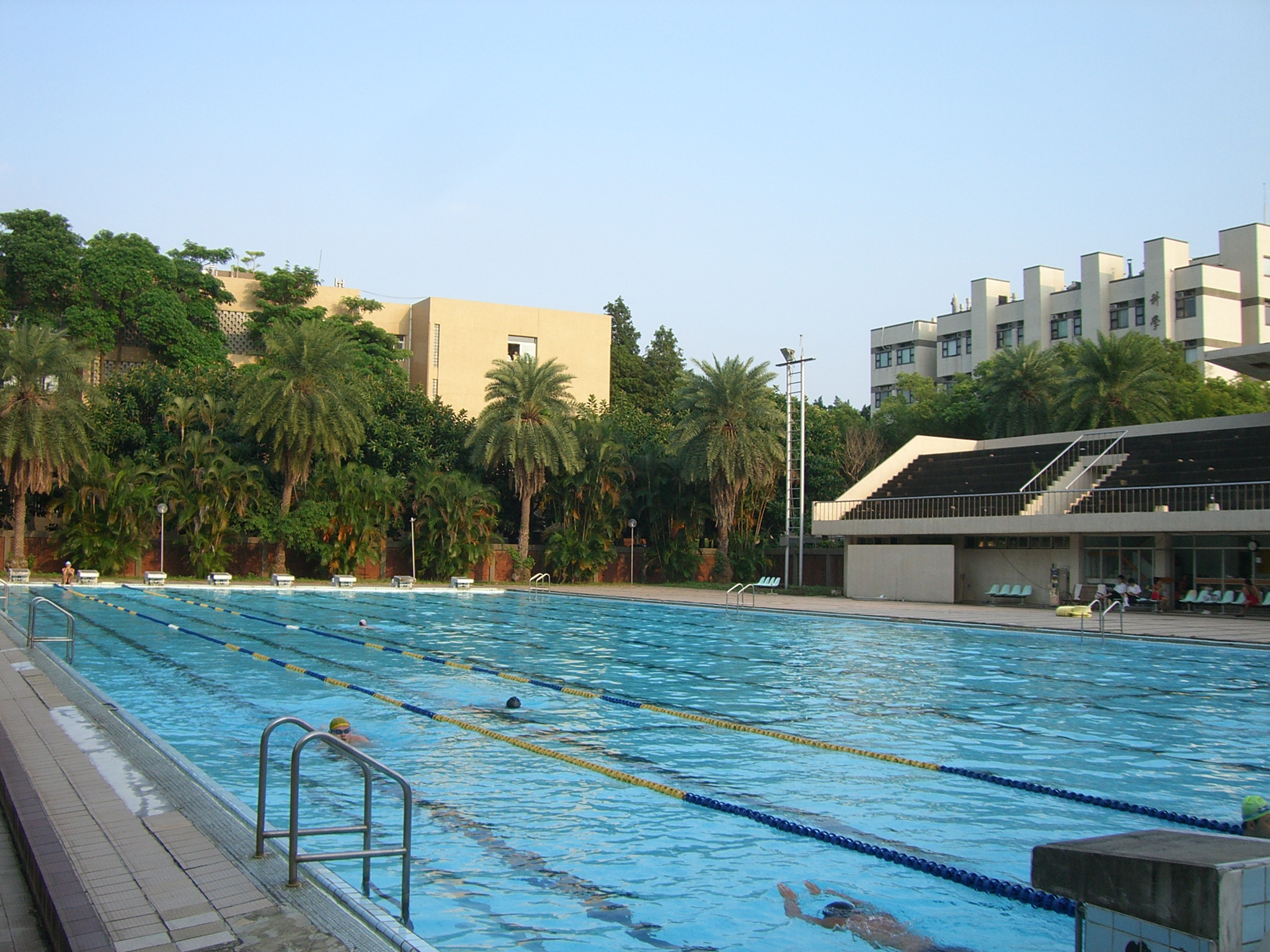
50m游泳池（光復校區）

### 社團與及自治組織
學生社團總覽參見國立交通大學課外活動組網頁。交大全校性學生自治組織為國立交通大學學生聯合會，1990年成立，1997年，學生議會修正「學生會章程」並更名為「學生聯合會章程」，下設有行政部門，學生議會，評議委員會。
2006年因飆車族砍傷學生，時任學生會長陳暐軒與其他同學曾至新竹市警察局第二分局表達對維持治安消極的不滿。

### 運動校隊
交大總共有十項體育活動設有代表隊，包括籃球、排球、羽球、網球、桌球、棒球、足球、田徑、游泳、射箭，參見國立交通大學體育室網頁。
106年全國大學運動會獲得9金12銀4銅。
105年全國大學運動會獲得7金8銀5銅，也獲頒教育部推展體育績優學校獎(大專組)。

### 梅竹賽
梅竹賽是交大與清大間，一系列十餘項的大型學藝、體育活動。梅竹賽於每年三月舉辦，競賽內容包括：棋藝、籃球、排球、足球、桌球、羽球、棒球、橋藝、網球等......，為兩所大學間的年度盛事。第一屆梅竹賽是在1969年，期間停賽過8次，截至2011年，交通大學以19比13暫時領先，當中有3次平手。此活動因在臺復校後校區相鄰而誕生，時至今日，梅竹賽已成為兩校共同的傳統，甚至是家喻戶曉的活動。1995年，梅竹賽與TVBS電視台合作製播梅竹賽專輯，將比賽實況透過網路播放。

### 環校路跑
2005年，交大開始舉辦環校路跑，以光復校區為競賽場地，每人跑完兩圈（約4.4公里）視為跑完全程。2013年路線更改，第一圈為環校道路，第二圈為環校道路+西區（總計約5公里），完賽將可領取原創紀念衫一件。

### Open House 企業校園徵才
Open House 企業校園徵才為學校為了幫助即將自交大畢業的學生順利進入職場就業所舉辦的活動，表達出「打開學校大門，讓學生接觸社會的開始」。活動自1988年開始舉辦，當時第一屆學長姐提出了「一流人才，進一流企業」的標語。現在是校內每年吸引眾多的廠商及學生參與的活動之一，活動內容包括公司說明會、名人講座、企業徵才、抽獎等。

### 交大藝術季
交大藝術季自2000年開始舉辦，由國立交通大學藝文中心籌辦，每年皆有不同規劃且內容多元，多為講座、劇團演出、展覽。

## 學術成就

### 國際評價
- 英國泰晤士世界大學排名世界501-600名，為臺灣排名第六（並列）

依據《泰晤士高等教育》所公布的「泰晤士世界大學排名」中
| 年度     | 2011 | 2012    | 2013    | 2014    | 2015    | 2016    | 2017    | 2018    | 2019    | 2020    | 2021    |
| -------- | ---- | ------- | ------- | ------- | ------- | ------- | ------- | ------- | ------- | ------- | ------- |
| 世界排名 | 181  | 226-250 | 251-275 | 251-275 | 276-300 | 301-350 | 401-500 | 401-500 | 501-600 | 501-600 | 501-600 |
- 在2015年英國QS亞洲大學排名，國立交通大學全亞洲大學排名第31名[59]。在2021年英國QS亞洲大學排名，國立交通大學則在全亞洲排名第46名。[60]，在萊頓大學的世界大學論文引用排名（CWTS）中，交大排名在全台灣第2名（2014年）[61]。
- 世界大學整體評比排名世界401-500名之間

依據世界大學學術排名所公佈的排名中，交通大學在2020年排名在世界401-500名區間。（括號內名次為交大研發處所試算出來的排名）
| 年度     | 2003    | 2004 | 2005    | 2006         | 2007         | 2008         | 2009         | 2010         | 2011         | 2012    | 2013    | 2014    | 2015    | 2016    | 2017    | 2018    | 2019    | 2020    |
| -------- | ------- | ---- | ------- | ------------ | ------------ | ------------ | ------------ | ------------ | ------------ | ------- | ------- | ------- | ------- | ------- | ------- | ------- | ------- | ------- |
| 世界排名 | 451-500 | -    | 401-500 | 401-500(447) | 305-402(327) | 303-401(322) | 303-401(327) | 301-400(313) | 301-400(330) | 301-400 | 301-400 | 301-400 | 301-400 | 301-400 | 401-500 | 501-600 | 501-600 | 401-500 |
| 臺灣排名 | 4       | -    | 4       | 4(4)         | 2(3)         | 2(3)         | 4(4)         | 3(3)         | 3(4)         | 4       | 3       | 4       | 3-5     | 5-7     | 3-6     | 7-8     | 4-7     | 4-5     |
| 兩岸四地 | 12      | -    | 15      | 16           | 12           | 10           | 12           | 14           | 14           | 8       | 8       | 9       | 11      | 14      | 13      | 14      | 18      | 21      |
- 網路學術影響力排名世界第153名，為台灣排名第二

依據西班牙2009年網路計量研究中心所公布的「世界大學網路排名」中
2009年排名世界第153名，全國第二、兩岸三地中排名第四，僅次於臺灣大學、香港大學、香港中文大學。
- QS世界大學排名世界240名，為台灣排名第四

依據Quacquarelli Symonds所公布的「QS世界大學排名」中
| 年度     | 2003 | 2004 | 2005    | 2006 | 2007 | 2008 | 2009 | 2010 | 2011 | 2012 | 2013 | 2014 | 2015 | 2016 | 2017 | 2018 | 2019 | 2020 | 2021 |
| -------- | ---- | ---- | ------- | ---- | ---- | ---- | ---- | ---- | ---- | ---- | ---- | ---- | ---- | ---- | ---- | ---- | ---- | ---- | ---- |
| 世界排名 | 441  | 401  | 401-500 | 389  | 327  | 303  |      |      | 306  | 238  |      | 230  | 202  | 182  | 174  | 207  | 208  | 227  | 240  |
| 臺灣排名 | -    | -    | 6       | 6    | 5    | 5    |      |      | 5    | 3    |      | 3    | 3    | 3    | 3    | 3    | 3    | 3    | 4    |
- QS亞洲大學排名世界29名，為台灣排名第二

依據Quacquarelli Symonds所公布的「QS亞洲大學排名」中
| 年度     | 2009 | 2010 | 2011 | 2012 | 2013 | 2014 |
| -------- | ---- | ---- | ---- | ---- | ---- | ---- |
| 亞洲排名 | 74   | 71   | 52   | 49   | 30   | 29   |
| 臺灣排名 | -    | -    | -    | -    | 2    | 2    |
- QS世界大學排名「科技」（Engineering & IT）領域排名世界整體第133名， 為台灣排名第四

依據Quacquarelli Symonds所公布的「QS世界大學排名電腦科學領域」中
| 年度     | 2003 | 2004 | 2005 | 2006 | 2007 |
| -------- | ---- | ---- | ---- | ---- | ---- |
| 世界排名 | 224  | 206  | 166  | 140  | 133  |
| 臺灣排名 | 4    | 4    | 5    | 3    | 4    |
| 兩岸三地 | 18   | 18   | 17   | 16   | 18   |
- 世界1000大商學院排名

依據在「Eduniversal商學院排名網」所公布的世界1000大商學院排名
2013年，臺灣有七所大學的商管學院被分別列入世界1000大商學院，其中交大位在「卓越商學院」（EXCELLENT Business Schools，地區影響力）之列，排名為世界前700大、全臺第6。
| 排序 | 等級分層   | 推薦程度 （2018） | 推薦程度 （2017） | 推薦程度 （2014） | 推薦程度 （2013） | 推薦程度 （2009） | 推薦程度 （2008） | 大學名稱                 |
| 1    | 全面商學院 | 269 ‰             | 263%              | 252 ‰             | 235 ‰             | 186 ‰             | 237 ‰             | 國立臺灣大學管理學院     |
| 2    | 頂尖商學院 | 163 ‰             | 134%              | 164 ‰             | 160 ‰             | 93 ‰              | 117 ‰             | 國立政治大學商學院       |
| 3    | 卓越商學院 | 150 ‰             | 134%              | 140 ‰             | 142 ‰             | 136 ‰             | 118 ‰             | 國立中山大學管理學院     |
| 4    | 卓越商學院 | 128 ‰             | 184%              | 104 ‰             | 105 ‰             | 109 ‰             | 70 ‰              | 國立臺灣科技大學管理學院 |
| 5    | 卓越商學院 | 101‰              | 67%               | 60 ‰              | 67 ‰              | 78 ‰              | 61 ‰              | 輔仁大學管理學院         |
| 6    | 卓越商學院 | 79‰               | 67%               | 56 ‰              | 82 ‰              | 120 ‰             | 70 ‰              | 國立交通大學管理學院     |
| 7    | 好的商學院 | 110‰              | 128%              | 72 ‰              | 89 ‰              | 35 ‰              | 10 ‰              | 國立成功大學管理學院     |

### 國內評價
依據2009年財團法人高等教育評鑑中心基金會ESI論文排名
- 交大電腦科學論文數排名全球第20名，全國第一[70]。
- 交大工程領域論文數排名全球第31名，全國第三[70]。

#### AACSB會員
交通大學管理學院在2008年得到了AACSB的認證，成為繼輔大、中山、政大後，國內第4所獲得認證的大學。

### ARRC前瞻火箭計畫
由機械工程學系教授吳宗信教授主導，與台灣其他大學合作，希望能打造純台灣研發、設計與製造的火箭系統、團隊，目前計畫募資達83%。

## 外部連結
- 國立交通大學（页面存档备份，存于） （繁體中文）（英文）
- 國立交通大學的Facebook專頁
- YouTube上的國立交通大學頻道
- 大專校院校務資訊公開平台（页面存档备份，存于）